# Brecknock (contea di Berks)
Brecknock  è una township degli Stati Uniti d'America, nella contea di Berks nello Stato della Pennsylvania. Secondo il censimento del 2000 la popolazione è di 4.459 abitanti.

## Società

### Evoluzione demografica
La composizione etnica vede una maggioranza della razza bianca (97,85%), seguita da quella afroamericana (0,61%) dati del 2000.
| township di Brecknock Popolazione |       |
| 2000                              | 4.459 |
| Stima al 2009                     | 4.934 |